# Fabci
 Ovo je glavno značenje pojma Fabci. Za druga značenja pogledajte Fabci (razdvojba).
Fabci je naselje u Republici Hrvatskoj, u sastavu Općine Višnjan, Istarska županija. 

## Stanovništvo
Prema popisu stanovništva iz 2001. godine, naselje je imalo 57 stanovnika te 22 obiteljskih kućanstava.

Prema popisu stanovništva 2011. godine naselje je imalo 49 stanovnika.
| broj stanovnika |       |       | 103   | 118   | 140   | 163   |       |       | 149   | 145   | 117   | 114   | 88    | 74    | 57    | 49    | 45    |
|                 | 1857. | 1869. | 1880. | 1890. | 1900. | 1910. | 1921. | 1931. | 1948. | 1953. | 1961. | 1971. | 1981. | 1991. | 2001. | 2011. | 2021. |